# Самум
Саму́м (араб. سموم‎ samūm; — знойный ветер; синонимы: самун, самон, симун; от корня س م م s-m-m, سم «отравлять») — сухой горячий шквальный ветер, обычно западных и юго-западных направлений, в пустынях Северной Африки (Сахара) и Аравийского полуострова.

## Описание
Такой ветер представляет собой сильный, но кратковременный шквал (от 20 мин до 2-3 часов), иногда с грозой, часто сопровождающийся пылепесчаной бурей, затмевающей солнце. Часто температура воздуха повышается до 50°С и выше, а влажность падает до 10 %.
Самум наблюдается в пустынях Северной Африки и Аравийского полуострова и чаще всего имеет западное и юго-западное направление. В основном бывает весной и летом.

## Этимология
Корнем слова является س م م s-m-m, سم «отравлять». Название означает «ядовитый ветер» и дано потому, что внезапное начало самума также может вызвать тепловой удар из-за гипертермии. Это объясняется тем, что горячий ветер приносит в тело больше тепла, чем может быть утилизировано путем испарения пота.
Первое известное описание самума принадлежит ещё Геродоту («красный ветер»). Другой известный эпитет — «море крови». Самум — буря, сопровождающаяся рядом аномалий.

## Упоминание в литературе
- «Самума от нас отврати ты заразы…» — стихотворение А. Н. Майкова «Молитва бедуина».
- Имя Самум также носит один из Генералов имтердов во вселенной книг «Последний из Первых Миров», прозванный Песчаной Бурей. Это вспыльчивый и безжалостный монстр, основной способностью которого являются аномалии органов восприятия противника. Чаще всего представляют собой «миражи», усиление боли, слуховые и температурные иллюзии.
- ""...Не будет больше черных бурь, Губящих как самум, Увидит свежую лазурь Пустыня Кара-Кум..."  - стихотворение Анны Ахматовой "Так будет".